# 聖靈火山
33°46.192′S 69°55.829′W / 33.769867°S 69.930483°W

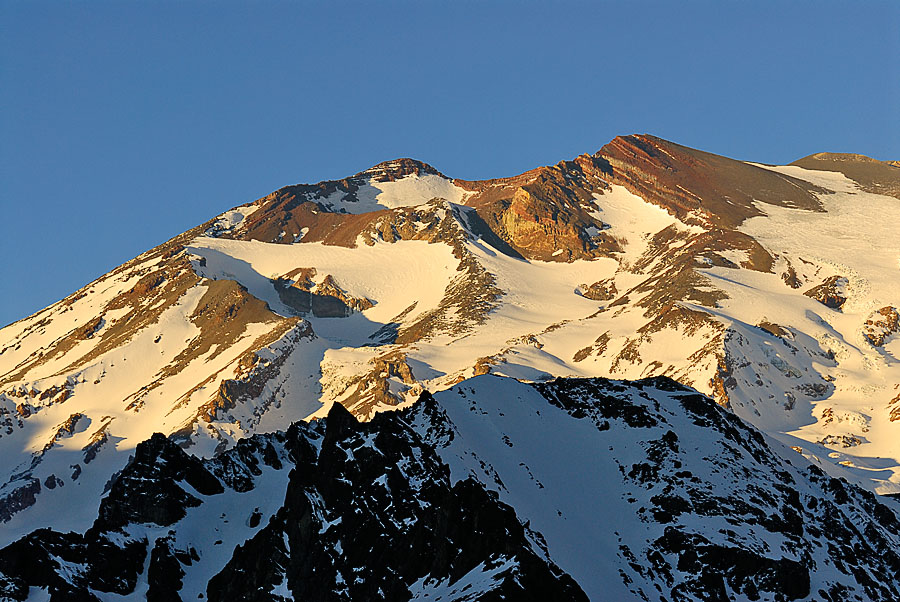

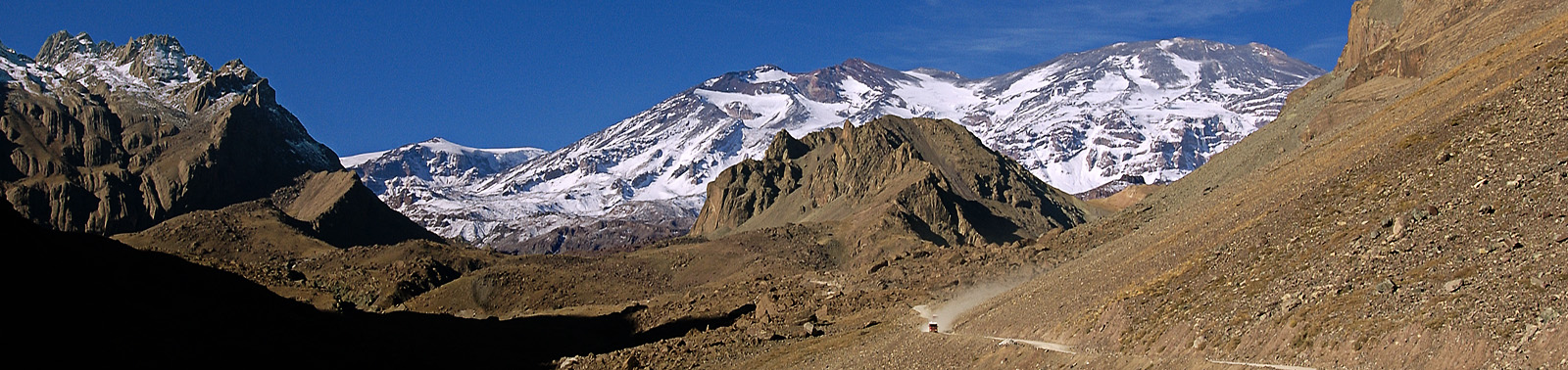

聖埃斯皮里圖火山（Espíritu Santo），是南美洲的火山，位於聖地亞哥-德智利以東約60公里，處於智利和阿根廷之間接壤的邊境，屬於安第斯山脈的一部分，海拔高度5,692米。